# Flavius Domide
Flavius Domide (11 de maio de 1946) é um ex-futebolista romeno que competiu na Copa do Mundo FIFA de 1970.